# Black Reel Award
De Black Reel Award is een filmprijs ingevoerd in 2000, ter erkenning van prestaties van zwarte mensen in films. Prijzen worden uitgereikt aan zowel acteurs/actrices als aan mensen die achter de schermen aan een film werken.
De prijs is onderdeel van de Foundation for the Advancement of African Americans in Film (FAAAF). 

## Categorieën
De prijs wordt uitgereikt in de volgende categorieën:
- Beste film
- Beste acteur
- Beste actrice
- Beste mannelijke bijrol
- Beste vrouwelijke bijrol
- Beste Breakthrough Performance
- Beste regisseur
- Beste scenario, origineel of bewerking
- Beste ensemble
- Beste filmposter
- Beste originele lied
- Beste originele soundtrack
- Beste muziek